# Télécommunications en Côte d'Ivoire
Le secteur des télécommunications a généré plus de 1000 milliards de F CFA ces dernières années en Côte d’Ivoire. Depuis 2006, les réseaux télécoms du pays offrent des accès à Internet aux ivoiriens. Et aujourd’hui, le taux de couverture nationale avoisine les 60 %. Aussi, ces dernières années, on assiste à une croissance d’une autre manière de communiquer c’est-à-dire la téléphonie sur IP.

## Radio et télévision
Stations de radio:
- 2 stations de radio publiques; quelques stations de radio privées ; trois radiodiffuseurs internationaux sont présents (2017)[1];
- 2 stations AM, 9 stations FM et 3 stations ondes courtes (1998);

Radios: 2,26 millions (1997);
Stations de télévision:
- 2 chaînes de télévision publiques ; aucune chaîne de télévision terrestre privée, mais un service de télévision par satellite par abonnement est disponible (2007)[1];

La radio est le moyen de communication le plus populaire en Côte d’Ivoire. BBC World Service diffuse en FM à Abidjan (94,3), Yamoussoukro (97,7), Bouaké (93,9), San Pedro (103,1) et Man (89,2). Radio France Internationale diffuse en FM à Abidjan, Yamoussoukro, Bouaké, San Pedro et Krogho. Les Casques bleus de l'ONU ont lancé ONUCI FM en 2005.
La Haute Autorité de la Communication Audiovisuelle supervise la régulation et le fonctionnement des stations de radio et de télévision. Bien qu'il existe de nombreuses stations de radio indépendantes, la loi leur interdit de diffuser tout commentaire politique. Il n'existe pas de chaînes de télévision privées. Le gouvernement exerce une influence considérable sur la couverture de l'actualité et le contenu des programmes de la chaîne de télévision publique, la Radiodiffusion Télévision Ivoirienne (RTI).
Les médias ont été utilisés comme outils de propagande pendant les cinq mois de conflit militaire entre les prétendants rivaux à la présidence, début 2011. La radio publique RTI a mené une campagne contre le vainqueur des élections, Alassane Ouattara. Le camp Ouattara a mis en place un système de radiodiffusion concurrent. Les forces pro-Ouattara ont saccagé et occupé les médias fidèles à l'ancien président, Laurent Gbagbo. La RTI a repris ses émissions en août 2011.

## Téléphones
Indicatif téléphonique: +225
Préfixe international: 00
Lignes principales:
- 268 000 lignes en service, 121e rang mondial (2012);
- 257 900 lignes en service, 118e rang mondial (2004);
- 328 000 lignes en service (2003).

Cellule mobile:
- 19,8 millions de lignes, 49e rang mondial (2012);
- 4,1 millions de lignes, 80e rang mondial (2006);
- 2,2 millions de lignes, 86e rang mondial (2005);

Système téléphonique : bien développé selon les normes africaines; le secteur des télécommunications a été privatisé à la fin des années 1990 et le nombre de lignes fixes opérationnelles a augmenté depuis, avec deux fournisseurs de lignes fixes opérant sur des lignes filaires, des relais hertziens et la fibre optique ; 90 % numérisé ; avec la concurrence de nombreux fournisseurs de services de téléphonie mobile sur le marché, l'utilisation a fortement augmenté pour atteindre environ 80 pour 100 personnes (2011).
Stations terrestres satellites: 2 Intelsat (1 océan Atlantique et 1 océan Indien) (2011).
Câbles de communication: 4 câbles sous-marins
- Africa Coast to Europe (ACE), câble de communication sous-marin longeant la côte ouest de l'Afrique et reliant le Portugal et la France.
- South Atlantic 3/West Africa Submarine Cable (SAT-3/WASC), câble sous-marin reliant le Portugal et l'Espagne à l'Afrique du Sud et à l'Asie, avec des connexions vers plusieurs pays d'Afrique de l'Ouest le long de son tracé (2011).
- GLO-1, système de câble de communication sous-marin longeant la côte ouest de l'Afrique et reliant le Royaume-Uni, propriété de l'opérateur de télécommunications nigérian Globacom.
- Main One, câble sous-marin reliant le Portugal à l'Afrique du Sud et reliant plusieurs pays d'Afrique de l'Ouest le long de son tracé.

Deux opérateurs de téléphonie fixe sont en concurrence. Cinq proposent des services de téléphonie mobile et deux autres sont sur le point de démarrer. MTN (Afrique du Sud) et Orange (France Télécom) sont les plus importants, suivis par les opérateurs GSM Moov (propriété d'Etisalat (Émirats arabes unis), KoZ (exploité par le groupe libanais Comium) et Oricel Green Network (soutenu par le libyen LAP Green). Le taux de pénétration de la téléphonie mobile est bien supérieur à la moyenne africaine. 
En juin 2016 il y a environ 283 000 abonnés à ligne fixe, dont 96 % Côte d’Ivoire Telecom et 4 % MTN Côte d’Ivoire.

## Internet
Domaine de premier niveau: .ci
Utilisateurs d’Internet:
- 522 231 utilisateurs, 130e rang mondial ; 2,4 % de la population, 197e rang mondial (2012)[8];
- 967 300 utilisateurs, 103e rang mondial (2009);
- 160 000 utilisateurs, 127e rang mondial (2005);
- 90 000 utilisateurs (2002).

Haut débit fixe: 52 685 abonnements, 113e rang mondial ; 0,2 % de la population, 157e rang mondial (2012);
Hébergeurs Internet:
- 9 115 hôtes, 137e échelon mondial (2012);
- 2 534 hôtes, 122e échelon mondial (2006).

IPv4: 133 632 adresses attribuées, soit moins de 0,05 % du total mondial, soit 6,1 adresses pour 1 000 habitants (2012),.
Fournisseurs d’accès Internet: 3 FAI, Africa Online, Aviso et Vizocom.
L’accès Internet haut débit est largement sous-développé en raison du coût élevé de la bande passante internationale, dû à l’accès limité au seul câble sous-marin international à fibre optique desservant le pays. Un deuxième câble a été installé en novembre 2011, et trois autres suivront prochainement. Des baisses de prix pour certains services haut débit sans fil ADSL, WiMAX et EV-DO ont été appliquées à la suite de l'installation de ce deuxième câble. La première licence 3G a été attribuée en mars 2012 et le premier service mobile haut débit 3,5G a été lancé, offrant jusqu'à 42 Mbit/s grâce à la technologie HSPA+.

### Censure et surveillance d'Internet
Il n'existe aucune restriction gouvernementale à l'accès à Internet, et aucun rapport ne fait état d'une surveillance gouvernementale des e-mails ou des forums de discussion sans autorisation légale appropriée. Les autorités autorisent les journaux suspendus à publier l'intégralité de leur contenu en ligne. L'utilisation d'Internet est faible dans le pays et celui-ci ne joue pas encore un rôle important dans la vie politique ou économique du pays.
La Constitution et la loi garantissent la liberté d'expression et de la presse; cependant, la liberté de la presse est soumise à des restrictions limitées. La loi interdit l'incitation à la violence, la haine ethnique, la rébellion et l'insulte envers le chef de l'État ou d'autres hauts responsables du gouvernement. La diffamation est passible d'un à trois ans de prison. La diffamation considérée comme menaçant l'intérêt national est passible de six mois à cinq ans de prison.
La Constitution et la loi prévoient des droits protégeant contre toute ingérence arbitraire dans la vie privée, la famille, le domicile ou la correspondance, mais le gouvernement ne respecte pas toujours ces droits dans la pratique.